# Trois Éléments
Trois Éléments – ou en allemand Drei Elemente – est un tableau réalisé par le peintre d'origine russe Vassily Kandinsky en mars 1925. D'un format vertical, cette huile sur carton est une abstraction colorée. Achetée en 2002 à Nina Ivanoff, la veuve d'Alexandre Kojève, lui-même neveu de l'artiste, l'œuvre fait partie des collections du musée d'Art moderne et contemporain de Strasbourg, à Strasbourg, en France.